# يان نوكس
يان نوكس (بالإنجليزية: Ian Knox)‏ هو طيار أسترالي، ولد في 9 فبراير 1933 في Wilcannia ‏ في أستراليا.